# Abszorpciós hullámmérő
Az abszorpciós hullámmérő rádiófrekvencia mérésére szolgáló eszköz, amely a legegyszerűbb esetben egy tekercsből és egy kondenzátorból áll, melyet laza csatolásba kell hozni a mérendő rezgőkörrel. 
Műszerrel lehet indikálni a rezonancia helyét, a frekvenciát például a forgókondenzátorról lehet leolvasni. Fontos, hogy a csatolás kellően laza legyen, ellenkező esetben a műszer befolyásolhatja a vizsgált rezgőkört, ezért pontatlanná válhat a mérés. Ha a műszernek saját oszcillátora van, nagyobb pontosság érhető el, ezt a műszert nevezzük grid-dip mérőnek.